# Нюлен, Никлас
Никлас Ларссон-Нюлен (швед. Niklas Larsson-Nyhlén; родился 23 марта 1966 года в Мальмё, Швеция) — шведский футболист, полузащитник. Известен по выступлениям за «Мальмё» и сборную Швеции. Участник чемпионата мира 1990 года.
В 1990 году Никлас изменил фамилию, став Ларссоном.

## Клубная карьера
Нюлен начал карьеру выступая за БК Олимпик и югославскую «Войводину». В 1987 году он перешёл в «Мальмё». С новой командой трижды выиграл Аллсвенскан лигу и стал обладателем Кубка Швеции. В 1994 году Никлас на правах аренды недолго выступал за шотландский «Эр Юнайтед». В 1996 году он был выбран капитаном команды. За «Мальмё» Нюлен провёл 9 сезонов приняв участие в 197 матчах чемпионата и забил 16 мячей.
После того, как Никлас покинул Швецию, он недолго выступал за немецкий «Штутгартер Кикерс» и итальянскую «Козенцу». В 1997 году он принял предложение китайского «Далянь Шидэ». С новым клубом Нюлен выиграл китайскую Суперлигу. В 1998 году он вернулся на родину в «Хальмстад», но сыграв всего 9 матчей перешёл в «Лейпциг», где завершил свою карьеру по окончании сезона.

## Международная карьера
В 1989 году Нюлен дебютировал в составе сборной Швеции. В 1990 году Никлас попал в заявку на участие в Чемпионате мира в Италии. На турнире он был запасным и на поле так и не вышел.

## Достижения
Командные
 «Мальмё»
- Чемпионат Швеции по футболу — 1987
- Чемпионат Швеции по футболу — 1988
- Чемпионат Швеции по футболу — 1989
- Обладатель Кубка Швеции — 1988/1989

 «Далянь Шидэ»
- Чемпионат Китая по футболу — 1997